# Jonzier-Épagny
Jonzier-Épagny è un comune francese di 835 abitanti situato nel dipartimento dell'Alta Savoia della regione dell'Alvernia-Rodano-Alpi.

## Storia

### Simboli
Lo stemma è stato adottato il 2 luglio 2003.
La partizione ricorda la fusione di Jonzier con Épagny nel 1866. Il monte rappresenta la montagna di Sion. La croce trifogliata è il simbolo di san Maurizio, patrono della parrocchia.

## Società

### Evoluzione demografica
Abitanti censiti